# سيد علي شهيدي (صوغان)
سید علي شهیدي (بالفارسية: سیدعلی شهیدی) هي قرية تقع في إيران في قسم صوغان الريفي. يقدر عدد سكانها بـ 169 نسمة بحسب إحصاء 2016.